# رازبة أنيقة
رازبة أنيقة (الاسم العلمي:Rhizopus elegans) هي نوع من الفطريات تتبع جنس الرازبة من الفصيلة العفنية.